# Сиротенко Іван Гнатович
Сиротенко Іван Гнатович (*1886 р., с. Забродьє Холмського повіту — після †1941 р.) — православний священик, капелан Армії УНР.

## Життєпис
Українець, позапартійний.
Освіта вища, закінчив Глухівський вчительський інститут у 1915 році, Київський комерційний інститут.
З 1919 р. надавав допомогу Армії УНР.
У 1921–1922 рр. був капеланом Армії УНР. Служив священиком УАПЦ у с. Забороль Олександрійського району Рівненської області. Перед арештом мешкав у с. Садів Торчинського району Волинської області.
Був заарештований 25 червня 1940 р.. Перебував під слідством у м. Рівному, слідство провадив слідчий Щербина. Засуджений ОН при НКВС СРСР (протокол № 59 від 5.06.1941 року) за статтями № 54-13, 80, «за спробу нелегально перейти державний кордон» — у «ВТТ» на 8 років.

## Особисте життя
Мав дружину (Сиротенко Варвара Микитівна 1888 р.нар.) та двох доньок: Оспецька Раїса (1905 р.нар.), Косач Тамара (1910 р.нар.).